# Horská chata Kozinec
Horská chata Kozinec – dawne górskie schronisko turystyczne położone w Beskidzie Morawsko-Śląskim w Czechach. Budynek znajduje się na wysokości 635 m n.p.m. na południowy wschód od szczytu Velký Kozinec (752 m n.p.m.), w granicach administracyjnych Trzyńca. Od początku 2019 roku obiekt jest nieczynny dla ruchu turystycznego.

## Historia i warunki bytowe
Schronisko istniało od 1991 roku i było prowadzone przez małżeństwo Mirkę i Igora Sikora. Oferowało 25 miejsc noclegowych w pokojach 3 i 4 osobowych, częściowo z własnym węzłem sanitarnym. W budynku funkcjonowała restauracja na 70 osób.
Obecnie (2019) obiekt przeznaczony jest na sprzedaż.

## Szlaki turystyczne
- Bystrzyca – Trzyniec Karpętna – Horská chata Kozinec – Przełęcz pod Ostrym (744 m n.p.m., węzeł szlaków   )
- Oldrzychowice u vodárny – Horská chata Kozinec – Chata Ostrý – dojście do   (węzeł Kalužný Vrch 993 m n.p.m.)